# Andreas Brehme
Andreas Brehme (Hamburg, 9 november 1960 – München, 20 februari 2024) was een Duits voetballer en voetbaltrainer. Hij maakte uit een strafschop het doelpunt dat West-Duitsland wereldkampioen maakte in de WK-finale van 1990 tegen Argentinië.

## Clubcarrière
Brehme begon zijn loopbaan bij de plaatselijke voetbalclub HSV Barmbeck-Uhlenhorst. Na hier vijftien jaar te hebben gespeeld vertrekt hij naar zijn eerste profclub 1. FC Saarbrücken in 1980. Hiermee voetbalt hij een seizoen in de 2. Bundesliga Nord voordat hij naar het grotere 1. FC Kaiserslautern gaat. Bij deze club zal hij het grootste gedeelte van zijn carrière spelen. Na vijf seizoenen houdt hij het voor gezien en transfereert hij naar der Rekordmeister Bayern München. Hier wint hij in 1987 het landskampioenschap mee.
Na een voor Brehme goed verlopen Europees kampioenschap voetbal 1988, gaat hij zijn geluk proeven in Italië bij Serie A-club Internazionale. Daar speelt hij samen met onder andere mede-internationals Lothar Matthäus en Jürgen Klinsmann. Meteen heeft hij hier veel succes, in zijn eerste seizoen wordt hij kampioen van de Serie A, wordt de UEFA Cup gewonnen en wordt hij uitgeroepen tot Italiaans voetballer van het jaar.
Na vier jaar vertrekt hij weer uit Milaan en maakt hij een tussenstop bij Real Zaragoza voordat hij naar Duitsland terugkeert. Daar gaat hij weer spelen voor zijn oude club 1. FC Kaiserslautern. Bij deze club kent hij gelukkige en minder gelukkige tijden. In 1996 wordt de DFB-Pokal gewonnen, een week eerder bleek echter dat de club zou degraderen uit de Bundesliga. In 1997 promoveert het team echter weer onder coach Otto Rehhagel en wordt het meteen landskampioen, dit komt wereldwijd maar zeer zelden voor op dit niveau. Na deze euforie besluit Brehme echter een punt achter zijn carrière te zetten, iets wat maar weinigen hadden verwacht van de linksback.

## Interlandcarrière
Brehme was een speler die uitblonk op de grote eindtoernooien. In zijn interlandloopbaan die liep van 1984 tot 1994 scoorde hij acht doelpunten, vijf daarvan maakte hij op een eindtoernooi. In zijn gehele carrière deed hij precies het tegenovergestelde van wat er van hem werd verwacht. Toch zou hij zijn gehele carrière weer op dezelfde manier overdoen. Zijn bekendste moment is de strafschop die hij in de 84e minuut nam tijdens de WK-finale in 1990. Hierdoor is hij de enige speler die in een WK-finale de wedstrijd besliste door uit een strafschop scoren in de reguliere speeltijd.
In totaal deed hij aan drie wereldkampioenschappen mee. Het eerste was in 1986; in Mexico bereikte het West-Duitse elftal de finale door een strafschop van Brehme in de halve finale tegen Frankrijk. De finale ging echter verloren, Argentinië won met 3-2. Vier jaar later, tijdens het WK voetbal 1990 in Italië, beleefde Brehme zijn hoogtepunt. Opnieuw stond West-Duitsland in de finale tegen Argentinië, wederom door een strafschop van Brehme in de halve finale. De finale tegen de Argentijnen werd niet de revanche-wedstrijd waar iedereen op had gehoopt. Lange tijd viel er geen doelpunt totdat in de 84e minuut de bal op de stip ging vanwege een overtreding op Rudi Völler. Het was vooral de onvoorspelbaarheid van Andreas Brehme die hem tot een uitzonderlijk goede voetballer maakte. In beide halve finales had hij de strafschop genomen terwijl de Duitsers ook specialisten als Felix Magath en Thomas Häßler hadden. In de finale nam Brehme opnieuw de strafschop, terwijl naast hem ook nog de uitzonderlijke Lothar Matthäus stond. Waar hij vier jaar geleden een strafschop tegen Mexico nog met links schoot, schoot hij deze ineens met rechts. Duitsland won op wijze de finale met een strafschop in de laatste minuten en Brehme kroonde zichzelf met dit doelpunt tot een legende in eigen land.
Zijn laatste wedstrijden voor het nationale elftal speelde hij op het WK voetbal 1994 in de Verenigde Staten. Hier kwam Duitsland, nu verenigd met Oost-Duitsland, niet verder dan de kwartfinale, waarin werd verloren van Bulgarije.
| Interlanddoelpunten | Interlanddoelpunten | Interlanddoelpunten | Interlanddoelpunten                | Interlanddoelpunten | Interlanddoelpunten | Interlanddoelpunten | Interlanddoelpunten |
| #                   | Datum               | Locatie             | Wedstrijd                          | Goal(s)             | Score               | Uitslag             | Wedstrijd           |
| ------------------- | ------------------- | ------------------- | ---------------------------------- | ------------------- | ------------------- | ------------------- | ------------------- |
| 1                   | 28/03/1984          | Hannover            | West-Duitsland – Sovjet-Unie       | 89'                 | 2 – 1               | 2 – 1               | Oefeninterland      |
| 2                   | 17/11/1985          | München             | West-Duitsland – Tsjecho-Slowakije | 1'                  | 1 – 0               | 2 – 2               | Oefeninterland      |
| 3                   | 25/06/1986          | Guadalajara         | West-Duitsland – Frankrijk         | 9'                  | 1 – 0               | 2 – 0               | WK-eindronde        |
| 4                   | 10/06/1988          | Düsseldorf          | West-Duitsland – Italië            | 56'                 | 1 – 1               | 1 – 1               | EK-eindronde        |
| 5                   | 24/06/1990          | Milaan              | West-Duitsland – Nederland         | 85'                 | 2 – 0               | 2 – 1               | WK-eindronde        |
| 6                   | 03/07/1990          | Turijn              | West-Duitsland – Engeland          | 60'                 | 1 – 0               | 1 – 1               | WK-eindronde        |
| 7                   | 08/07/1990          | Rome                | West-Duitsland – Argentinië        | 85' (pen.)          | 1 – 0               | 1 – 0               | WK-eindronde        |
| 8                   | 10/10/1990          | Stockholm           | Zweden – West-Duitsland            | 45'                 | 0 – 3               | 1 – 3               | Oefeninterland      |

## Nevencarrière
In 1999 behaalde hij tijdens een jaargang voor bijzonder verdienstelijke internationals zijn trainerslicentie (bekende deelnemers waren Krassimir Balakow, Guido Buchwald, Bernd Hölzenbein, Manfred Kaltz, Jürgen Klinsmann, Andreas Köpke, Jürgen Kohler, Pierre Littbarski, Joachim Löw, en Matthias Sammer).
Van 6 oktober 2000 tot 25 augustus 2002 was Brehme hoofdtrainer van zijn oude club 1. FC Kaiserslautern. In het tweede seizoen behaalde hij een clubrecord door de eerste zeven competitiewedstrijden te winnen. Na een belastingschandaal binnen de club werd hij, na het aftreden van voorzitter Friedrich, ontslagen. Hierna was hij in het seizoen 2004/05 nog coach van SpVgg Unterhaching in de 2. Bundesliga. Hij vertrok hier op 11 april 2005 nadat sportieve resultaten uitbleven.
Niet lang daarna, op 24 juni 2005, ging hij aan de slag als assistent-trainer bij VfB Stuttgart. Hier bleef hij echter niet lang, de club kwam na de winterstop niet goed uit de startblokken en als gevolg daarvan werd hij op 9 februari 2006 samen met hoofdtrainer Giovanni Trapattoni ontslagen.
Later was hij actief als ambassadeur voor de Duitse voetbalbond en leidde hij een initiatief voor kinderspeelveldjes.
Brehme overleed in de nacht van 19 op 20 februari 2024 aan een hartstilstand. Hij was 63 jaar oud.

## Spelersstatistieken
| seizoen   | club                 | land      | competitie       | duels | goals |
| --------- | -------------------- | --------- | ---------------- | ----- | ----- |
| 1980/1981 | 1. FC Saarbrücken    | Duitsland | 2. Bundesliga    | 36    | 3     |
| 1981/1982 | 1. FC Kaiserslautern | Duitsland | Bundesliga       | 27    | 4     |
| 1982/1983 | 1. FC Kaiserslautern | Duitsland | Bundesliga       | 30    | 3     |
| 1983/1984 | 1. FC Kaiserslautern | Duitsland | Bundesliga       | 33    | 8     |
| 1984/1985 | 1. FC Kaiserslautern | Duitsland | Bundesliga       | 33    | 11    |
| 1985/1986 | 1. FC Kaiserslautern | Duitsland | Bundesliga       | 31    | 8     |
| 1986/1987 | Bayern München       | Duitsland | Bundesliga       | 33    | 4     |
| 1987/1988 | Bayern München       | Duitsland | Bundesliga       | 28    | 3     |
| 1988/1989 | Internazionale       | Italië    | Serie A          | 31    | 3     |
| 1989/1990 | Internazionale       | Italië    | Serie A          | 32    | 6     |
| 1990/1991 | Internazionale       | Italië    | Serie A          | 23    | 1     |
| 1991/1992 | Internazionale       | Italië    | Serie A          | 30    | 1     |
| 1992/1993 | Real Zaragoza        | Spanje    | Primera División | 24    | 1     |
| 1993/1994 | 1. FC Kaiserslautern | Duitsland | Bundesliga       | 26    | 3     |
| 1994/1995 | 1. FC Kaiserslautern | Duitsland | Bundesliga       | 27    | 4     |
| 1995/1996 | 1. FC Kaiserslautern | Duitsland | Bundesliga       | 30    | 2     |
| 1996/1997 | 1. FC Kaiserslautern | Duitsland | 2. Bundesliga    | 32    | 0     |
| 1997/1998 | 1. FC Kaiserslautern | Duitsland | Bundesliga       | 5     | 0     |
| Totaal    | Totaal               | Totaal    | Totaal           | 511   | 103   |

## Erelijst
1. FC Kaiserslautern
- Bundesliga: 1997/98
- 2. Bundesliga : 1996/97
- DFB-Pokal: 1995/96

 Bayern München
- Bundesliga: 1986/87
- DFL-Supercup: 1987

 Internazionale
- Serie A: 1988/89
- Supercoppa Italiana: 1989
- UEFA Cup: 1990/91

 West-Duitsland
- FIFA WK: 1990